# ليركارا فريدي
ليركارا فريدي (بالإيطالية: Lercara Friddi)‏ هي بلدية في مقاطعة باليرمو في صقلية الإيطالية.

## السكان
في سنة 1861 بلغ عدد السكان 9٬023 نسمة، وتطور العدد ليصل في سنة 2011 لـ 6٬935 نسمة.
يظهر هذا المخطط البياني تطور النمو السكاني لـ ليركارا فريدي

## أعلام
- فريدريك فرانسوا
- لوكي لوتشيانو